# Avital Boruchovsky
Avital Boruchovsky est un joueur d'échecs israélien né le 16 mai 1997 à Rehovot. 
Au 1er novembre 2024, Avital Boruchovsky est le 12e joueur israélien avec un classement Elo de 2 532 points.

## Biographie et carrière
Grand maître international depuis 2014, Avital Boruchovsky a remporté le championnat d'Europe des moins de 18 ans en 2014 et le championnat israélien junior en 2017. En 2016, il finit 1er-4e ex æquo du championnat d'Israël d'échecs.

## Compétitions par équipe
Il a représenté Israël lors du championnat d'Europe d'échecs des nations de 2013, marquant 4 points sur 7 à l'échiquier de réserve, ainsi que lors du championnat d'Europe par équipes de moins de 18 ans de 2015 (il jouait au premier échiquier et l'équipe d'Israël finit deuxième de la compétition).